# Australia w Konkursie Piosenki Eurowizji
Australia zadebiutowała podczas 60. Konkursu Piosenki Eurowizji w 2015. Lokalny nadawca publiczny Special Broadcasting Service (SBS) został wówczas zaproszony do udziału w konkursie jako uczestnik przez organizatorów konkursu, Europejską Unię Nadawców (EBU) i austriacką stację Österreichischer Rundfunk (ORF). Był to pierwszy kraj spoza aktywnych członków tej organizacji, który wystąpił podczas konkursu jako pełnoprawny uczestnik.
Najwyższe, drugie miejsce dla kraju w konkursie zajęła Dami Im z piosenką „Sound of Silence” w finale konkursu w 2016.

## Historia Australii w Konkursie Piosenki Eurowizji
Australijska telewizja SBS transmituje Konkurs Piosenki Eurowizji od 1983, a także przygotowuje specjalnie programy dyskusyjne związane z konkursem.
W 2014 Europejska Unia Nadawców (EBU) zaprosiła stację SBS do udziału w 59. Konkursie Piosenki Eurowizji, a podczas tzw. przerwy interwałowej drugiego półfinału gościnnie wystąpiła Jessica Mauboy z piosenką „Sea of Flags”. Finał konkursu zgromadził w Australii ponad 3 miliony telewidzów.

### Lata 2015–2019

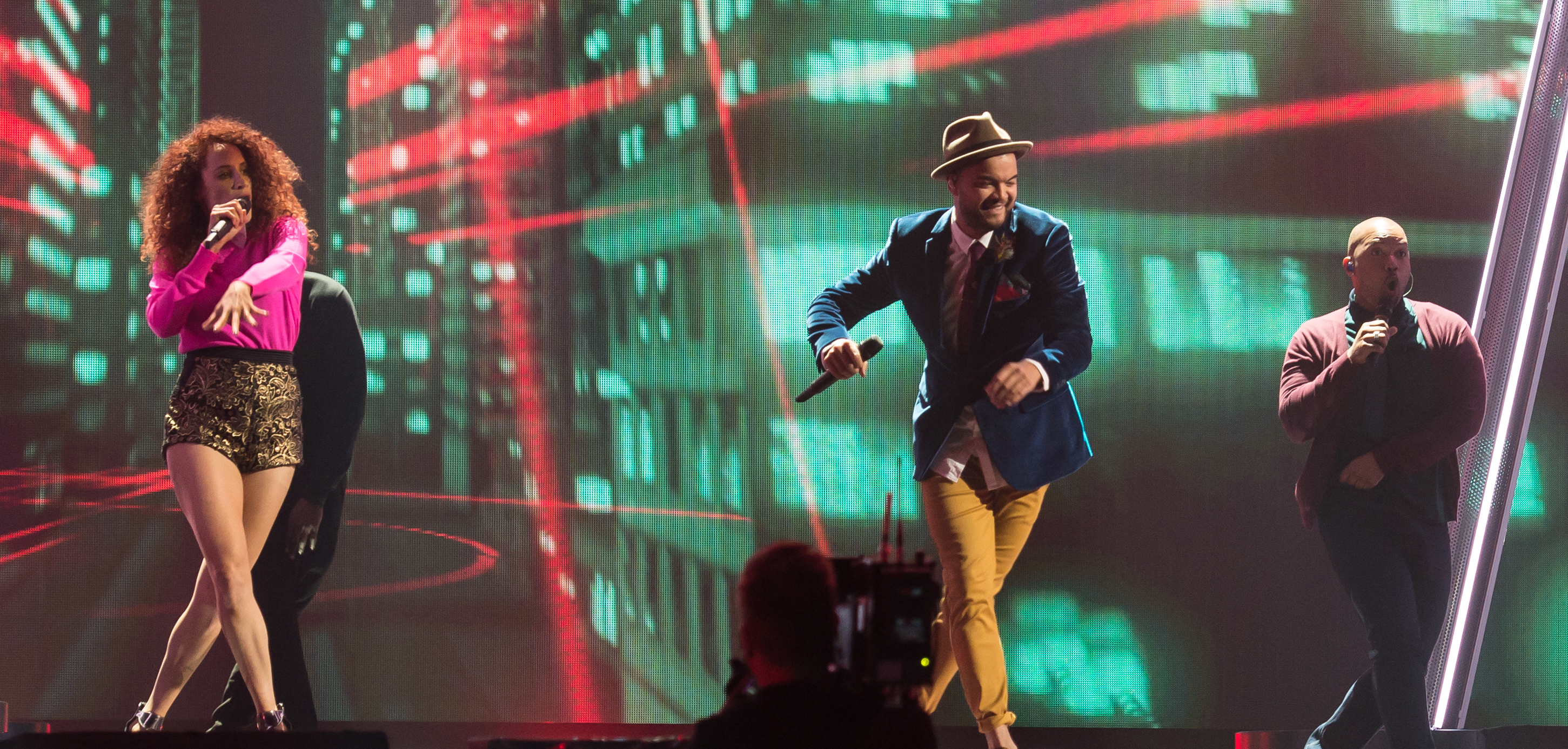
Guy Sebastian podczas prób do występu w finale 60. Konkursu Piosenki Eurowizji w Wiedniu, maj 2015

10 lutego 2015 EBU poinformowała, że australijski nadawca SBS został dopuszczony do stawki konkursowej jubileuszowego, Konkursu Piosenki Eurowizji, podczas którego wystąpi jednorazowo jako gość specjalny z okazji 60-lecia konkursu. Jak tłumaczono, zaproszenie wynikało z ponad 30-letniej współpracy między SBS a EBU. Stacja SBS została pierwszym nadawcą w historii, który uzyskał prawo do głosowania podczas wszystkich trzech koncertów konkursowych. Reprezentant Australii został też włączony przez organizatorów do stawki finałowej bez konieczości startowania w półfinale. W marcu 2015 stacja SBS ogłosiła, że reprezentantem kraju w konkursie będzie Guy Sebastian z piosenką „Tonight Again”. W kwietniu wystąpił z utworem podczas imprezy promocyjnej Eurovision in Concert w Amsterdamie. 23 maja wystąpił w finale konkursu jako 12. w kolejności i zajął piąte miejsce ze 196 punktami na koncie, w tym z najwyższą notą (12 punktów) od Austrii i Szwecji.

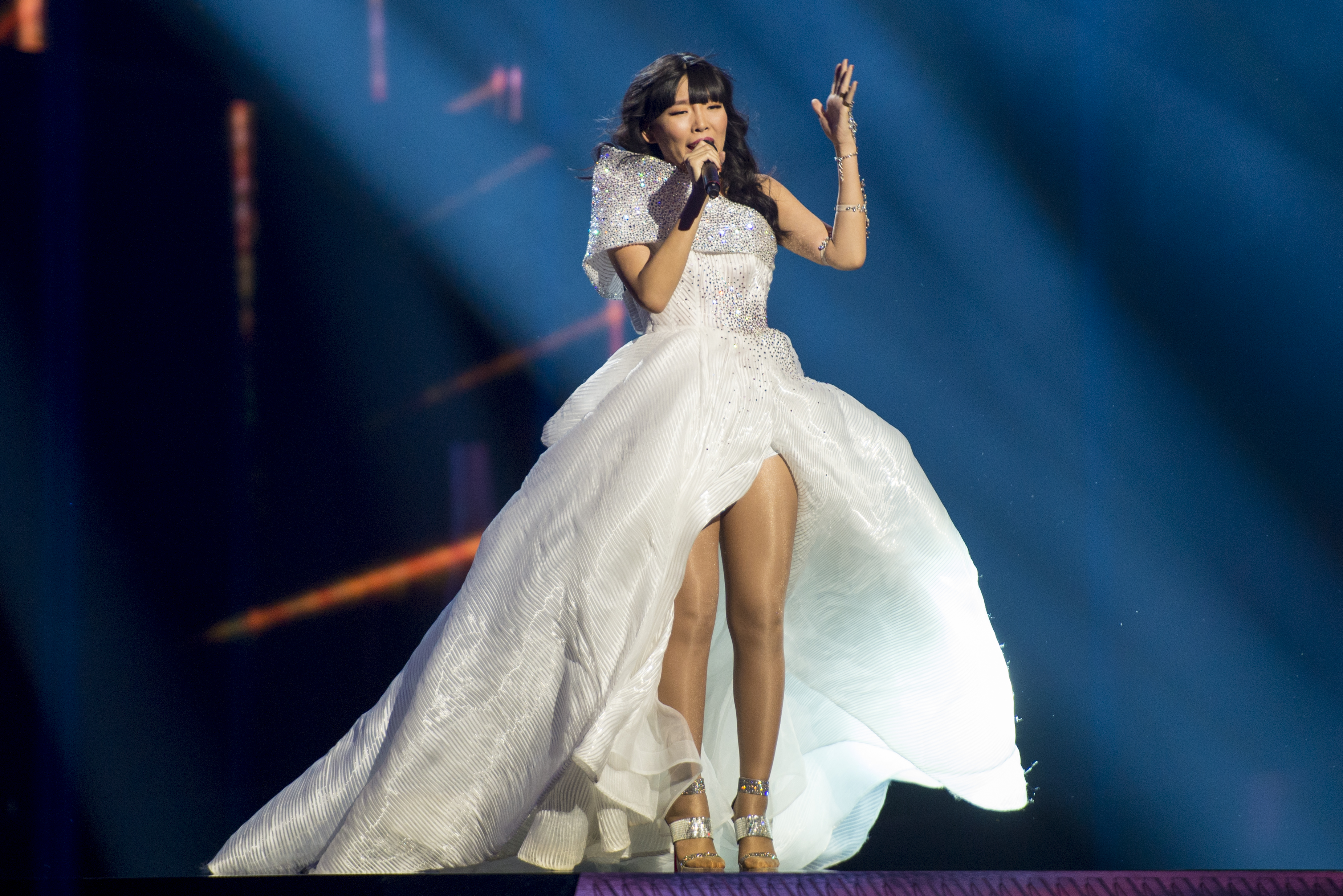
Dami Im podczas prób do występu w 61. Konkursie Piosenki Eurowizji w Sztokholmie, maj 2016

Po otrzymaniu w 2015 jednorazowego zaproszenia do uczestnictwa w Konkursie Piosenki Eurowizji krajowy nadawca wyraził chęć udziału w 61. konkursie w 2016. W lutym EBU zastrzegła, że będzie mógł powrócić do stawki konkursowej jedynie w przypadku wygranej, po której organizowałby kolejne widowisko we współpracy z jednym z europejskich państw. W maju pojawiły się pogłoski, jakoby Australia uzyskała możliwość zostania stałym uczestnikiem konkursu, co miał zasugerować Jon Ola Sand, kierownik wykonawczy konkursu z ramienia EBU, podczas spotkania ze szwedzką stacją Sveriges Television (SVT). Przedstawiciele SBS przyznali, że są zainteresowani udziałem w konkursie, jednak stacja nie wyraziła oficjalnego stanowiska w sprawie. W listopadzie telewizja potwierdziła udział w 61. Konkursie Piosenki Eurowizji organizowanym w Sztokholmie, a EBU oświadczyła, że reprezentant kraju weźmie udział w jednym z półfinałów. Decyzja wzbudziła mieszane uczucia u fanów i obserwatorów konkursu, którzy krytykowali udział państwa, uznając, że Konkurs Piosenki Eurowizji jest „widowiskiem przeznaczonym głównie dla krajów Europy”, a pojawienie się Australii „zagraża tożsamości Konkursu”. Zwolennicy decyzji uznali natomiast, że australijski nadawca publiczny jest bardzo zaangażowany w konkurs, a jego „profesjonalne podejście może przełożyć się na zwiększenie konkurencyjności i mobilizację innych nadawców”. Na początku marca ogłoszono, że Australię reprezentować będzie Dami Im z utworem „Sound of Silence”. 12 maja wystąpiła w drugim półfinale konkursu i zajęła pierwsze miejsce po zdobyciu 330 punktów w głosowaniu jurorów i telewidzów, dzięki czemu awansowała do finału rozgrywanego 14 maja. Zaprezentowała się w nim jako 13. w kolejności i zajęła drugie miejsce z wynikiem 511 punktów, zwyciężając w głosowaniu jurorów (320 punktów) i plasując się na czwartym miejscu u telewidzów (191 punktów).

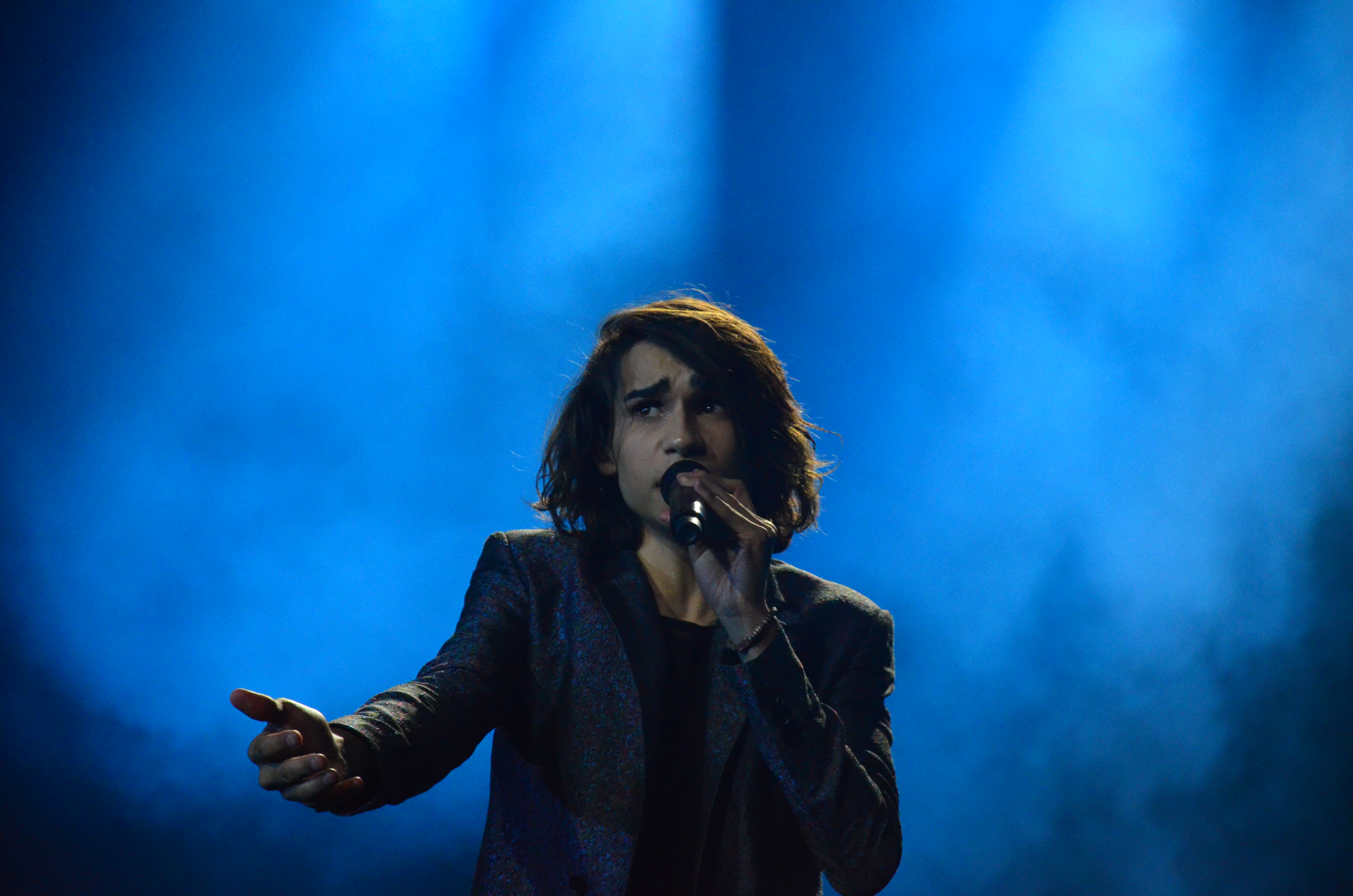
Isaiah Firebrace podczas 62. Konkursu Piosenki Eurowizji w Kijowie, maj 2017

W październiku 2016 potwierdzono udział Australii w 62. Konkursie Piosenki Eurowizji w Kijowie. Spekulowano, że kraj będzie reprezentował Isaiah Firebrace, co zostało potwierdzone przez australijską telewizję na początku marca 2017. Jego konkursową piosenką został utwór „Don’t Come Easy”.  9 maja wystąpił w pierwszym półfinale konkursu i z szóstego miejsca awansował do finału rozgrywanego 13 maja. Zajął w nim dziewiąte miejsce z 173 punktami na koncie, w tym 171 pkt od jurorów (4. miejsce) i dwoma punktami od telewidzów (25. miejsce).

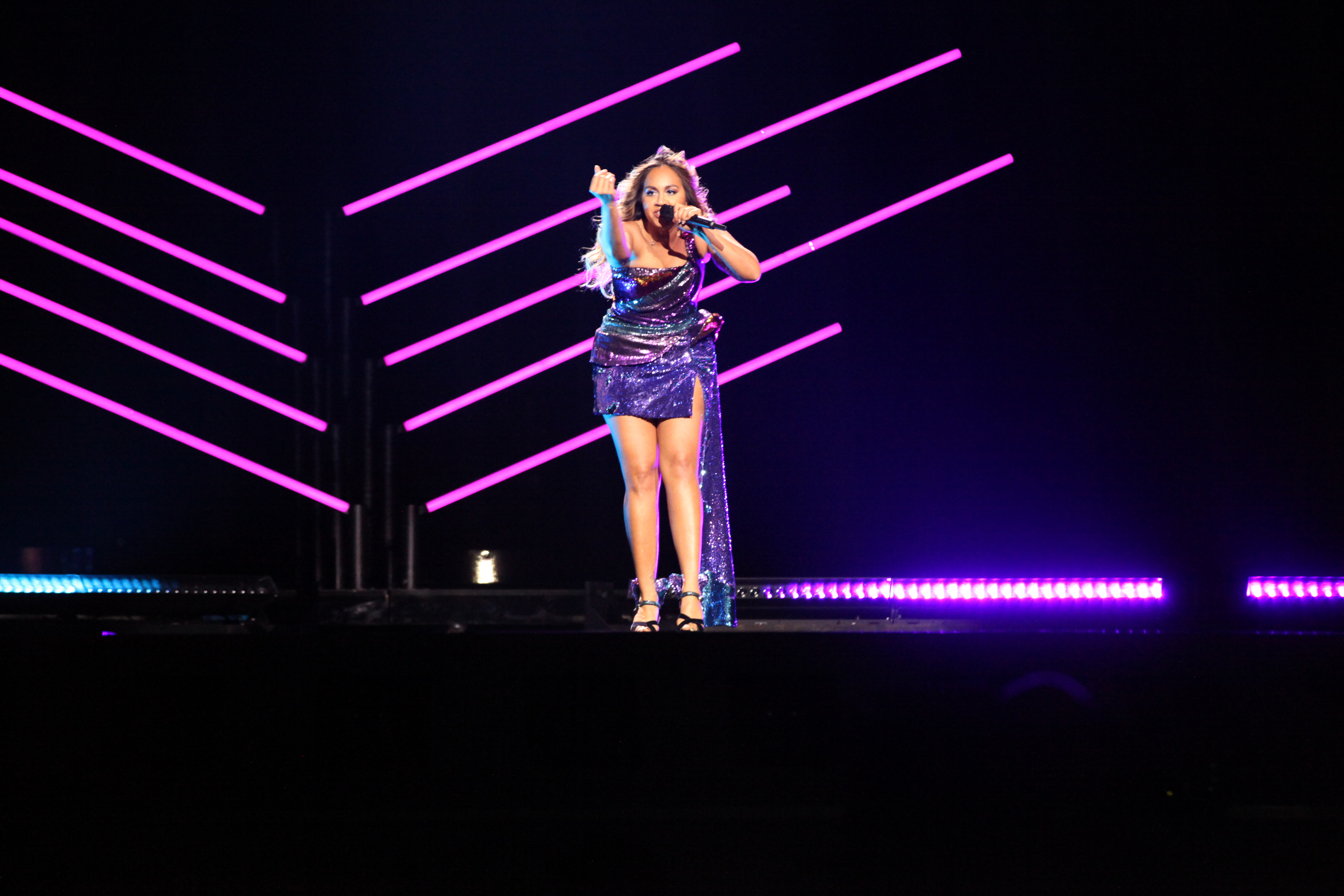
Jessica Mauboy podczas 63. Konkursu Piosenki Eurowizji w Lizbonie, maj 2018

W sierpniu 2017 stacja SBS potwierdziła udział w 63. Konkursie Piosenki Eurowizji w Lizbonie. 11 listopada ujawniła, że kraj będzie reprezentować Jessica Mauboy z piosenką „We Got Love”. 10 maja wystąpiła jako 12. w kolejności w drugim półfinale konkursu i z czwartego miejsca awansowała do finału rozgrywanego 12 maja. Zajęła w nim 20. miejsce po zdobyciu 99 punktów, w tym 9 punktów od telewidzów (26. miejsce) i 90 pkt od jurorów (12. miejsce). Zajęła tym samym najgorsze miejsce w historii udziału Australii w konkursie.

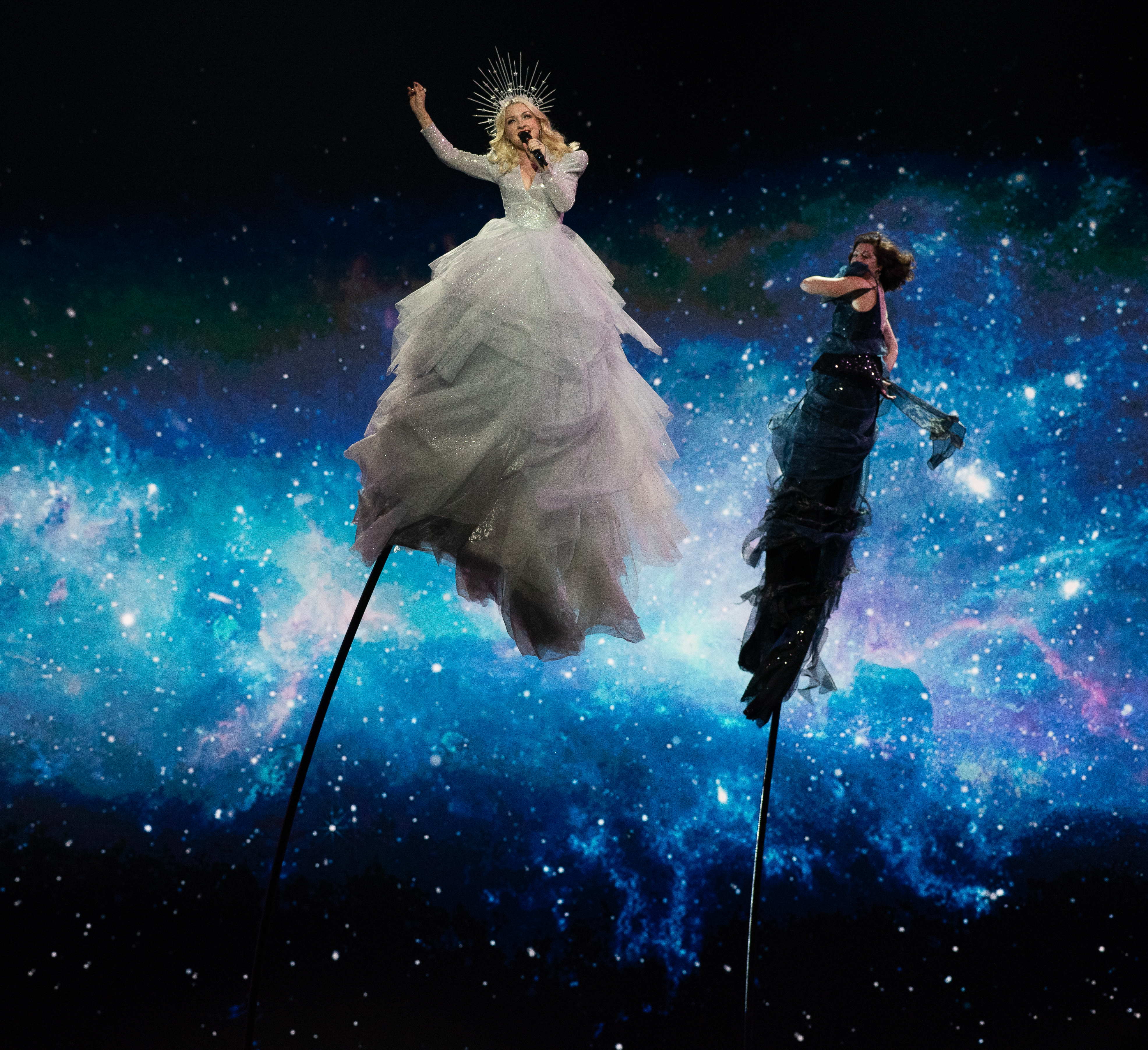
Kate Miller-Heidke podczas 64. Konkursu Piosenki Eurowizji w Tel Awiwie, maj 2019

W listopadzie 2018 stacja SBS potwierdziła wysłanie reprezentanta na 64. Konkurs Piosenki Eurowizji w Tel Awiwie. 14 października ogłosiła, że po raz pierwszy reprezentant kraju zostanie wybrany poprzez eliminacje Australia Decides 2019, a także rozpoczęła nabór zgłoszeń. Termin nadsyłania propozycji upłynął 4 listopada. Od 2 grudnia telewizja ujawniała nazwiska finalistów selekcji, a 17 stycznia 2019 podano pełną listę dziesięciu uczestników, którymi zostali: Alfie Arcuri, Aydan, Courtney Act, Electric Fields, Ella Hooper, Kate Miller-Heidke, Leea Nanos, Mark Vincent, Sheppard i Tania Doko. 9 lutego 2019 odbył się finał selekcji, który wygrała Kate Miller-Heidke z utworem „Zero Gravity”. 14 maja 2019 wystąpiła jako 12. w kolejności w pierwszym półfinale konkursu i z pierwszego  miejsca zakwalifikowała się do finału, który został rozegrany 18 maja. Wystąpiła w nim z dwudziestym piątym numerem startowym i zajęła 9. miejsce po zdobyciu 285 punktów w tym 131 punktów od telewidzów (7. miejsce) i 154 pkt od jurorów (6. miejsce).

### Od 2020
Po finale Eurowizji 2019 telewizja potwierdziła chęć udziału w 65. konkursie odbywającym się w Rotterdamie. Reprezentant kraju został ponownie ujawniony poprzez eliminacje Eurovision – Australia Decides, których finał zaplanowano na 8 lutego. Do finału zostali dopuszczeni: Vanessa Amorosi, Casey Donovan, Mitch Tambo, iOTA, Montaigne, Didirri, Diana Rouvas, Jack Vidgen, Jordan-Ravi i Jaguar Jonze. 8 lutego 2020 odbył się finał selekcji, który wygrała Montaigne z utworem „Don't Break Me”. 18 marca poinformowano o odwołaniu konkursu z powodu pandemii koronawirusa. 

Występ Montaigne wyświetlany w arenie Rotterdam Ahoy podczas próby jurorskiej pierwszego półfinału 65. Konkursu Piosenki Eurowizji w Rotterdamie, maj 2021

2 kwietnia 2020 Montaigne została wybrana wewnętrznie do reprezentowania kraju w konkursie w 2021. 18 maja wystąpiła jako piąta w kolejności w pierwszym półfinale i zajęła 14. miejsce, nie kwalifikując się do finału. Została tym samym pierwszą w historii reprezentantką Australii, która nie pojawiła się w finale konkursu.

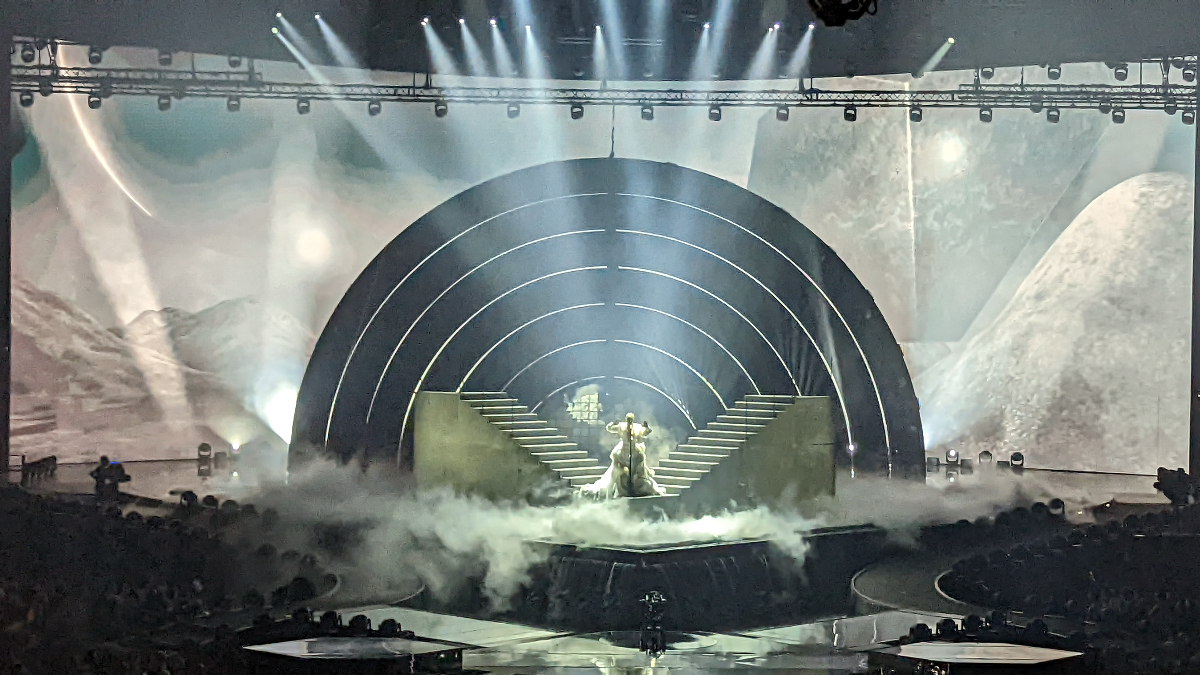
Sheldon Riley podczas 66. Konkursu Piosenki Eurowizji (2022)

W 2021 roku telewizja SBS potwierdziła udział w 66. Konkursie Piosenki Eurowizji, oraz iż reprezentant kraju zostanie wybrany 26 lutego 2022  poprzez kolejną edycję programu Australia Decides. 28 października, 26 listopada i 14 grudnia 2021 ujawniono listę 10 uczestników konkursu, na liście znaleźli się: Andrew Lambrou, Charley, G-Nat!on, Isaiah Firebrace, Jaguar Jonze, Jude York, Paulini, Seann Miley Moore, Sheldon Riley i Voyager. 19 lutego 2022 odbył się finał krajowych eliminacji, które wygrał Sheldon Riley z utworem „Not the Same”, stając się reprezentantem Australii na konkursie w Turynie. 12 maja wystąpił jako ósmy w kolejności w drugim półfinale konkursu i z drugiego miejsca zakwalifikował się do finału, który został rozegrany 14 maja. Wystąpił w nim z dwudziestym-pierwszym numerem startowym i zajął 15. miejsce po zdobyciu 125 punktów w tym 2 punkty od telewidzów (24. miejsce) i 123 pkt od jurorów (9. miejsce).

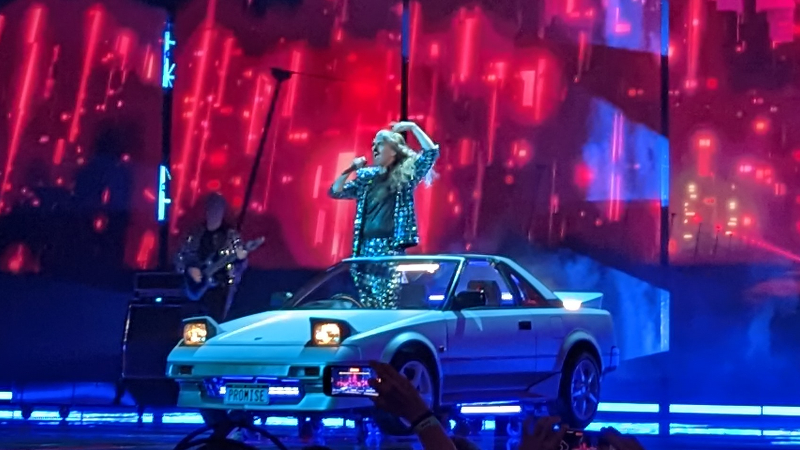
Daniel Estrin z zespołu Voyager podczas 67. Konkursu Piosenki Eurowizji (2023)

Telewizja SBS potwierdziła swój udział w 67. Konkursie Piosenki Eurowizji we wrześniu 2022 roku, w listopadzie ogłoszono, że reprezentant kraju zostanie wybrany wewnętrznie. 21 lutego 2023 roku ogłoszono, że reprezentantami kraju został zespół Voyager z utworem „Promise”. Zaprezentowali się z ostatnim, szesnastym numerem startowym podczas drugiego półfinału 11 maja i z pierwszego miejsca po zdobyciu 149 pkt zakwalifikowali się do finału. W finale wystąpili z piętnastym numerem startowym i zajęli 9. miejsce zdobywając 151 pkt, w tym 130 pkt w głosowaniu jurorów (6. miejsce) i 21 pkt w głosowaniu telewidzów (21. miejsce).

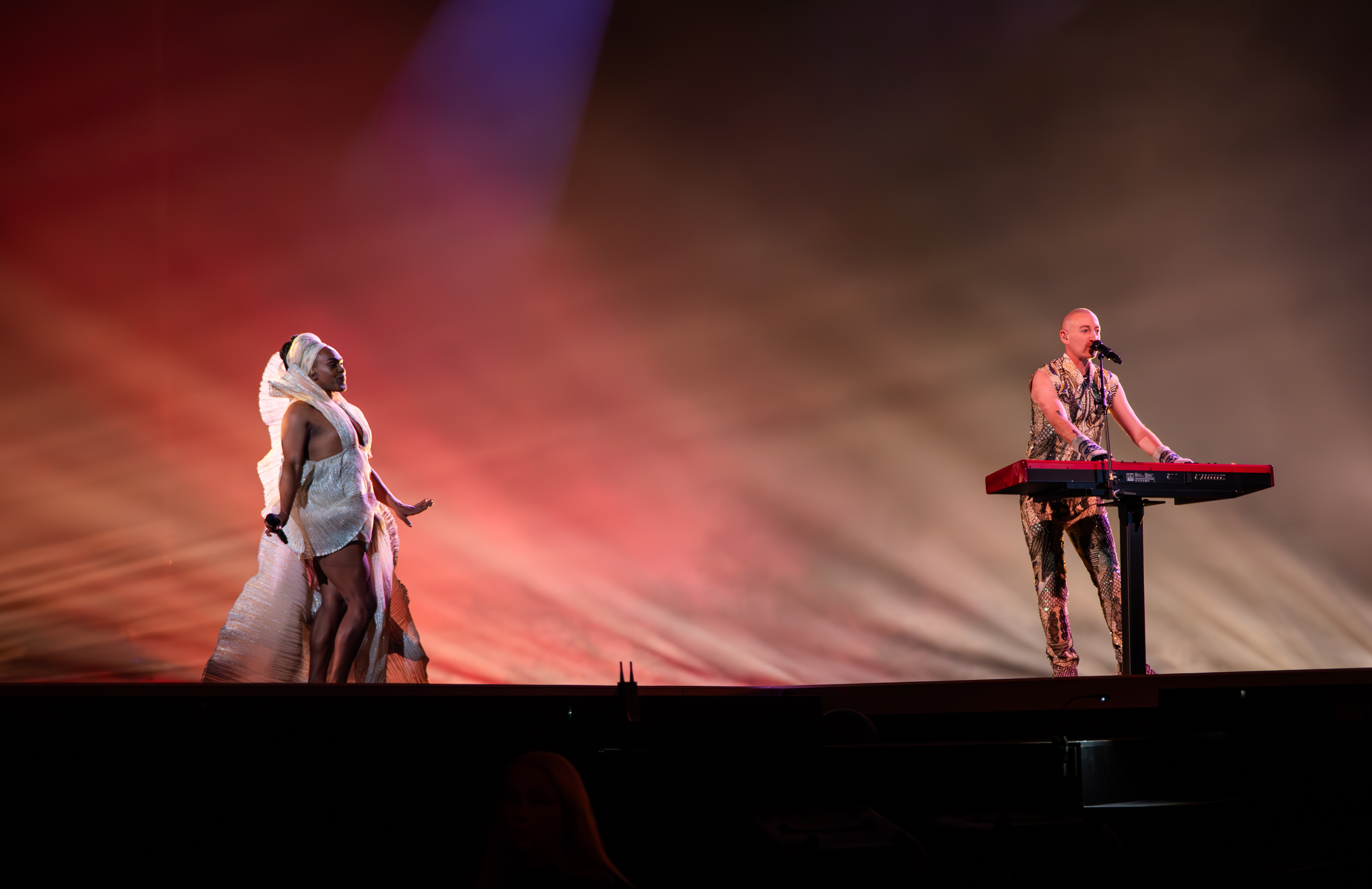
Electric Fields podczas 68. Konkursu Piosenki Eurowizji (2024)

5 grudnia 2023 telewizja SBS znalazła się na liście uczestników 68. Konkursu Piosenki Eurowizji rozgrywanego w Malmö, natomiast 5 marca 2024 ogłoszono, że kraj reprezentować będzie duet Electric Fields z utworem „One Milkali (One Blood)”. Artyści wystąpili z trzynastą pozycją startową w pierwszym półfinale konkursu, ostatecznie zajmując w nim 11. miejsce, przez co nie awansowali do finału. Duetowi na scenie towarzyszył między innymi Fred Leon, muzyk mający aborygeńskie korzenie.

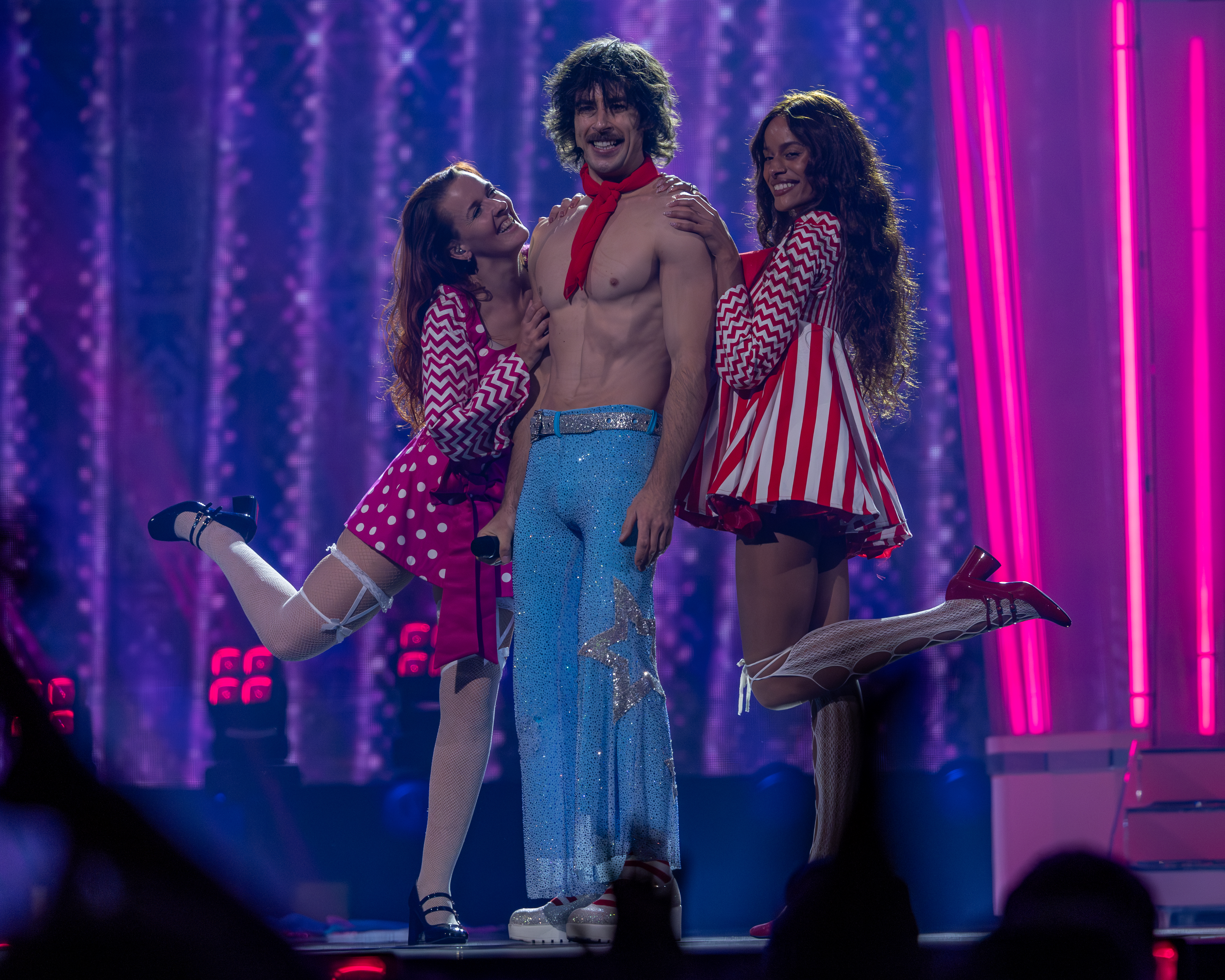
Go-Jo podczas 69. Konkursu Piosenki Eurowizji (2025)

30 października 2024 australijski nadawca SBS potwierdził udział w 69. Konkursie Piosenki Eurowizji w Bazylei. 7 lutego 2025 potwierdzono, że reprezentant oraz piosenka zostały po raz kolejny wskazane wewnętrznie, a mają zostać one ujawnione w marcu. 25 lutego 2025 zostało ogłoszone, że na reprezentanta Australii został wybrany Go-Jo z utworem „Milkshake Man”. 15 maja artysta wystąpił jako pierwszy w drugim półfinale konkursu, w którym zajął 11. miejsce, tym samym nie udało mu się zakwalifikować do finału.

## Uczestnictwo
Australia zadebiutowała w Konkursie Piosenki Eurowizji w maju 2015. Wcześniej kraj zaprezentował się w 2014, jednak poza konkursem (w ramach występu interwałowego w drugim półfinale). Poniższa tabela uwzględnia nazwiska wszystkich australijskich reprezentantów, tytuły konkursowych piosenek oraz wyniki w poszczególnych latach.
| Rok  | Wykonawca          | Piosenka                  |           | Finał            | Finał            | Półfinał         | Półfinał         |
| Rok  | Wykonawca          | Piosenka                  | Miejsce   | Punkty           | Miejsce          | Punkty           |                  |
| ---- | ------------------ | ------------------------- | --------- | ---------------- | ---------------- | ---------------- | ---------------- |
| 2015 | Guy Sebastian      | „Tonight Again”           | angielski | 5                | 196              | Gość specjalny   | Gość specjalny   |
| 2016 | Dami Im            | „Sound of Silence”        | angielski | 2                | 511              | 1                | 330              |
| 2017 | Isaiah Firebrace   | „Don’t Come Easy”         | angielski | 9                | 173              | 6                | 160              |
| 2018 | Jessica Mauboy     | „We Got Love”             | angielski | 20               | 99               | 4                | 212              |
| 2019 | Kate Miller-Heidke | „Zero Gravity”            | angielski | 9                | 285              | 1                | 261              |
| 2020 | Montaigne          | „Don’t Break Me”          | angielski | Konkurs odwołany | Konkurs odwołany | Konkurs odwołany | Konkurs odwołany |
| 2021 | Montaigne          | „Technicolour”            | angielski | –                | –                | 14               | 28               |
| 2022 | Sheldon Riley      | „Not The Same”            | angielski | 15               | 125              | 2                | 243              |
| 2023 | Voyager            | „Promise”                 | angielski | 9                | 151              | 1                | 149              |
| 2024 | Electric Fields    | „One Milkali (One Blood)” | angielski | –                | –                | 11               | 41               |
| 2025 | Go-Jo              | „Milkshake Man”           | angielski | –                | –                | 11               | 41               |

Legenda:
     1. miejsce
     2. miejsce

## Historia głosowania w finale (2015–2025)
Poniższe tabele pokazują, którym krajom Australia przyznaje w finale najwięcej punktów oraz od których państw australijscy reprezentanci otrzymują najwyższe noty.
| L.p. | Kraj      | Punkty |
| ---- | --------- | ------ |
| 1    | Szwecja   | 107    |
| 2    | Izrael    | 59     |
| 3    | Belgia    | 54     |
| 4    | Ukraina   | 51     |
| 5    | Malta     | 43     |
| 5    | Finlandia | 43     |

| L.p | Kraj            | Punkty |
| --- | --------------- | ------ |
| 1   | Szwecja         | 76     |
| 2   | Wielka Brytania | 71     |
| 2   | Islandia        | 71     |
| 4   | Polska          | 64     |
| 5   | Finlandia       | 62     |